# Мађарска на Зимским олимпијским играма 1964.
Мађарска је учествовала на Зимским олимпијским играма које су одржане 1964. године у Инзбруку, Аустрија. Ово је било девето учешће мађарских спортиста на зимским олимпијадама. Мађарски спортисти на овој олимпијади нису освојили ниједну олимпијску медаљу и ни један олимпијски поен.
На свечаном отварању игара заставу Мађарске је носио Лајош Коутни, мађарски олимпијац и члан хокејашког тима. На ову смотру Мађарска је послала 28 такмичара (двадесет два мушка такмичара и шест женских такмичарки) који су се такмичили у пет спортова и осамнаест спортских дисциплина.

## Резултати по спортовима
У табели је приказан успех мађарских спортиста на олимпијади. У загради иза назива спорта је број учесника
Са појачаним бројевима је означен најбољи резултат.
Принцип рачунања олимпијских поена: 1. место – 7 поена, 2. место – 5 поена, 3. место – 4 поена, 4. место – 3 поена, 5. место – 2 поена, 6. место – 1 поен.

| Спортска дисциплина   | Освојено место | Освојено место | Освојено место | Освојено место | Освојено место | Освојено место | Олимпијски поени | Такмичари | Такмичари | Такмичари |
| Спортска дисциплина   |                |                |                | 4.             | 5.             | 6.             | Олимпијски поени | Мушки     | Женске    | Укупно    |
| Алпско скијање (3)    | 0              | 0              | 0              | 0              | 0              | 0              | 0                | 0         | 1         | 1         |
| Нордијско скијање (5) | 0              | 0              | 0              | 0              | 0              | 0              | 0                | 2         | 3         | 5         |
| Брзо клизање (7)      | 0              | 0              | 0              | 0              | 0              | 0              | 0                | 2         | 1         | 3         |
| Хокеј на леду (1)     | 0              | 0              | 0              | 0              | 0              | 0              | 0                | 17        | 0         | 17        |
| Уметничко клизање (2) | 0              | 0              | 0              | 0              | 0              | 0              | 0                | 1         | 1         | 2         |
|                       |                |                |                |                |                |                |                  |           |           |           |
| Укупно                | 0              | 0              | 0              | 0              | 0              | 0              | 0                | 22        | 6         | 28        |

## Скијање

### Алпско скијање
Жене
| Дисциплина       | Скијаш          | Резултат | Позиција |
| ---------------- | --------------- | -------- | -------- |
| Спуст, жене      | Илдико Сендреди | 2:22,22  | 43.      |
| Слалом, жене     | Илдико Сендреди | 1:54,91  | 26.      |
| Велеслалом, жене | Илдико Сендреди | 2:19,24  | 41.      |

### Скијашко трчање
Жене
| Дисциплина              | Скијаш                               | Резултат  | Позиција |
| ----------------------- | ------------------------------------ | --------- | -------- |
| Крос кантри 5 km, жене  | Каталин Хелнер                       | 21:26,7   | 29.      |
| Крос кантри 10 km, жене | Ева Балаж                            | 46:04,7   | 19.      |
| Крос кантри 10 km, жене | Марија Геце                          | 48:18,9   | 30.      |
| Штафета 3 x 5 km        | Ева Балаж Марија Геце Каталин Хелнер | 1:10:16,3 | 8.       |

Мушки
| Дисциплина              | Скијаш      | Резултат           | Позиција |
| ----------------------- | ----------- | ------------------ | -------- |
| Скијашки скокови, мушки | Ласло Чаваш | 170,90 (69,0 67,0) | 52.      |
| Скијашки скокови, мушки | Ласло Гелер | 189,50 (74,0 74,5) | 42.      |
| Скијашки летови, мушки  | Ласло Чаваш | 169,80 (75,0 74,0) | 49.      |
| Скијашки летови, мушки  | Ласло Гелер | 187,40 (87,0 82,0) | 34.      |

## Уметничко клизање
Жене
| Дисциплина      | Пар         | Резултат   | Позиција |
| --------------- | ----------- | ---------- | -------- |
| Појединци, жене | Жужа Алмаши | 159/189,10 | 17.      |

Мушки
| Дисциплина          | Пар        | Резултат   | Позиција |
| ------------------- | ---------- | ---------- | -------- |
| Појединци, мушкарци | Јене Еберт | 188/176,32 | 21.      |

## Брзо клизање
Жене
| Дисциплина   | Име             | Резултат | Позиција |
| ------------ | --------------- | -------- | -------- |
| 500 m жене   | Корнелија Мађар | 50,9     | 25.      |
| 1.500 m жене | Корнелија Мађар | 2:35,1   | 20.      |
| 3.000 m жене | Корнелија Мађар | 5:41,4   | 18.      |

Мушки
| Дисциплина     | Име           | Резултат | Позиција |
| -------------- | ------------- | -------- | -------- |
| 500 m мушки    | Ђерђ Иванкаји | 44,3     | 40.      |
| 500 m мушки    | Михаљ Мартош  | 44,0     | 37.      |
| 1.500 m мушки  | Ђерђ Иванкаји | 2:19,9   | 38.      |
| 1.500 m мушки  | Михаљ Мартош  | 2:26,8   | 50.      |
| 5.000 m мушки  | Ђерђ Иванкаји | 8:19,4   | 26.      |
| 5.000 m мушки  | Михаљ Мартош  | 8:47,1   | 41.      |
| 10.000 m мушки | Ђерђ Иванкаји | 17:47,3  | 33.      |

## Хокеј на леду
Мушки
Хокејашка репрезентација Мађарске је на овим Зимским олимпијским играма одиграла укупно осам утакмица. Мађарска није остварила ни једну победу, изгубила је свих осам утакмица са негативном гол-разликом 15:58, и завршила олимпијски турнир на задњем 16. месту

### Хокејаши Мађарске
| Име             | Број утакмица | Број голова | Позиција |
| --------------- | ------------- | ----------- | -------- |
| Јожеф Бабан     | 8             | 0           | 16.      |
| Арпад Банкути   | 8             | 2           | 16.      |
| Јанош Бестери   | 8             | 2           | 16.      |
| Петер Бикар     | 8             | 1           | 16.      |
| Габор Бороци    | 7             | 0           | 16.      |
| Ласло Јакабхази | 4             | 0           | 16.      |
| Јожеф Кертес    | 6             | 0           | 16.      |
| Лајош Коутни    | 8             | 0           | 16.      |
| Ђерђ Лошонци    | 6             | 0           | 16.      |
| Ференц Леринц   | 7             | 0           | 16.      |
| Карољ Орос      | 8             | 0           | 16.      |
| Ђерђ Рафа       | 8             | 0           | 16.      |
| Ђерђ Розгоњи    | 8             | 4           | 16.      |
| Бела Швалм      | 7             | 3           | 16.      |
| Маћаш Ведреш    | 6             | 0           | 16.      |
| Јанош Зиглер    | 6             | 0           | 16.      |
| Виктор Житва    | 8             | 3           | 16.      |